# Rodelen op de Olympische Winterspelen 1968
Rodelen is een van de sporten die beoefend werden tijdens de Olympische Winterspelen 1968 in Grenoble, Frankrijk. 

## Heren
| rang   | sporter(s)            | land | tijd    |
| ------ | --------------------- | ---- | ------- |
| Goud   | Manfred Schmid        | AUT  | 2:52.48 |
| Zilver | Thomas Köhler         | GDR  | 2:52.66 |
| Brons  | Klaus-Michael Bonsack | GDR  | 2:53.33 |
| 4      | Zbigniew Gawior       | POL  | 2:53.51 |
| 5      | Josef Feistmantl      | AUT  | 2:53.57 |
| 6      | Hans Plenk            | FRG  | 2:53.67 |
| 7      | Horst Hörnlein        | GDR  | 2:54.10 |
| 8      | Jerzy Wojnar          | POL  | 2:54.62 |

## Dames
| rang   | sporter(s)        | land | tijd    |
| ------ | ----------------- | ---- | ------- |
| Goud   | Erika Lechner     | ITA  | 2:28.66 |
| Zilver | Christa Schmuck   | FRG  | 2:29.37 |
| Brons  | Angelika Dünhaupt | FRG  | 2:29.56 |
| 4      | Helena Macher     | POL  | 2:30.05 |
| 5      | Jadwiga Damse     | POL  | 2:30.15 |
| 6      | Dana Beldová      | TCH  | 2:30.35 |
| 7      | Anna Mąka         | POL  | 2:30.40 |
| 8      | Ute Gähler        | FRG  | 2:30.42 |

De deelneemsters uit de DDR, Ortrun Enderlein (2:28.04), Anna-Maria Müller (2:28.06) en Angela Knösel (2:28.93), werden wegens het verwarmen van de ijzers gediskwalificeerd.

## Dubbel
| rang   | sporter(s)                          | land | tijd    |
| ------ | ----------------------------------- | ---- | ------- |
| Goud   | Klaus-Michael Bonsack Thomas Köhler | GDR  | 1:35.85 |
| Zilver | Manfred Schmid Ewald Walch          | AUT  | 1:36.34 |
| Brons  | Wolfgang Winkler Fritz Nachmann     | FRG  | 1:37.29 |
| 4      | Hans Plenk Bernhard Aschauer        | FRG  | 1:37.61 |
| 5      | Horst Hörnlein Reinhard Bredow      | GDR  | 1:37.81 |
| 6      | Zbigniew Gawior Ryszard Gawior      | POL  | 1:37.85 |
| 7      | Josef Feistmantl Wilhelm Biechl     | AUT  | 1:38.11 |
| 8      | Giovanni Graber Enrico Graber       | ITA  | 1:38.15 |

## Medaillespiegel
| rang | land                     | goud | zilver | brons | totaal |
| ---- | ------------------------ | ---- | ------ | ----- | ------ |
| 1    | DDR                      | 1    | 1      | 1     | 3      |
| 2    | Oostenrijk               | 1    | 1      | 0     | 2      |
| 3    | Italië                   | 1    | 0      | 0     | 1      |
| 4    | Bondsrepubliek Duitsland | 0    | 1      | 2     | 3      |
|      |                          | 3    | 3      | 3     | 9      |